# Peter Kittel (Fußballspieler)
Peter Kittel (* 3. September 1947) ist ein ehemaliger deutscher Fußballspieler. Der Offensivspieler hat in der Saison 1968/69 beim TSV 1860 München in der Fußball-Bundesliga sieben Spiele absolviert.

## Karriere
Der 19-jährige Nachwuchsstürmer Peter Kittel kam zur Saison 1967/68 vom SV Unterpfaffenhofen aus dem bayerischen Amateurfußball in die Bundesliga zu den „Löwen“ von 1860 München. Der Deutsche Meister des Jahres 1966 konnte aus finanziellen Sparzwängen nur Neuzugänge aus dem Amateurbereich unter Vertrag nehmen. Deshalb kamen neben Kittel auch noch die weiteren Spieler Angon Gigl (SC Olching), Wolfgang Lex (FC Gundelfingen), Max Reichenberger (SC Unterhaching), Horst Schmidt (SW München), Hans Schmitt (SW München), Hans-Günther Kroth (FV Speyer) und aus der eigenen Jugend Peter Hornung und Eberhard Rosenbaum in das Team von Trainer Albert Sing. Lediglich Kroth und Schmidt gehörten mit jeweils 15 Ligaeinsätzen dem Stammpersonal der „Löwen“ an, welche den 12. Platz belegten. Kittel wurde in seiner ersten Runde bei 1860 nicht in der Bundesliga eingesetzt.
Er absolvierte in der Saison 1968/69 sieben Spiele in der Bundesliga. Er debütierte unter Trainer Sing am 24. August 1968 beim Lokalderby gegen die „Roten“ des FC Bayern. Bei der 0:3-Niederlage wurde er in der 30. Minute eingewechselt. Zum 1. November 1968 übernahm mit Hans Pilz ein neuer Mann das Traineramt bei den „Blauen“. Gegen die Neuzugänge Klaus Fischer und Jürgen Schütz sowie die etablierten Sturmgrößen Alfred Heiß, Wilfried Kohlars und Hans Rebele konnte er sich im Sturm nicht durchsetzen. Seinen letzten Bundesligaeinsatz hatte er am 17. Mai 1969 bei der 0:1-Heimniederlage gegen Hertha BSC, wo er auf Linksaußen stürmte. Nach der Spielzeit verließ er München und wechselte zu Servette FC Genève in die Schweiz. Er spielte noch für SC Unterpfaffenhofen und den FC Emmering.